# 京阪8000系電車
京阪8000系電車（けいはん8000けいでんしゃ）は、1989年（平成元年）に登場した京阪電気鉄道（京阪）の特急形車両で6代目特急専用車。愛称はエレガント・サルーン（ELEGANT SALOON）。
当記事では個々の編成を表す際、出町柳方先頭車の車両番号+F（Formation=編成の略）として表記する。

## 投入の経緯

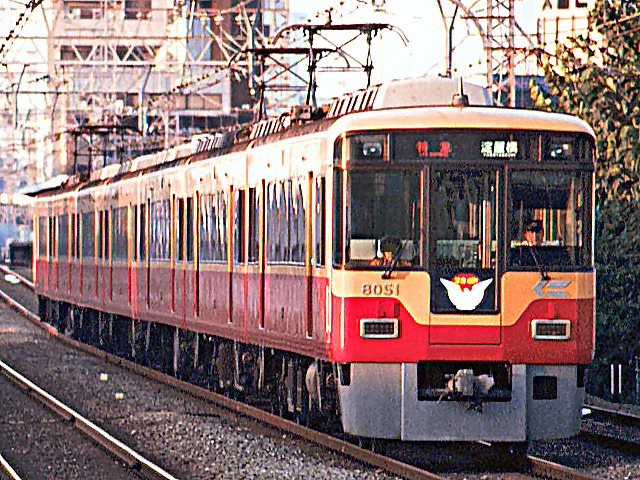
登場直後の8000系（1990年1月 森小路駅）

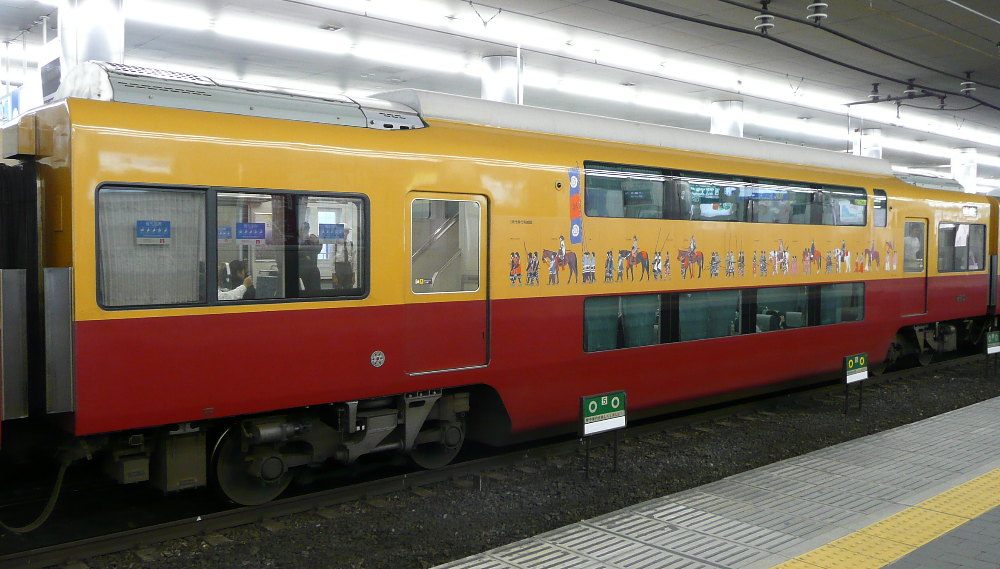
8000系2階建て（ダブルデッカー）車両（2007年10月13日）

1989年（平成元年）10月の鴨東線開業に伴う特急車の所要本数増加への対応と、特急の7両編成への統一を目的に、7両編成1本と中間車5両が製造された。
運用が開始されると、特急停車駅で8000系に乗車するために待つ乗客が非常に多くなったほか、3000系に組み込まれた8000系中間車に乗客が集中した。また、鴨東線開業に伴う特急の利用客増加は予想以上であり、特急を7両編成に統一したにもかかわらず混雑する場面が多く、1989年12月には第1編成の補助いすに手すりが増設された。そして、特急を8000系に統一することとなり、1993年（平成5年）には7両編成10本（70両）となった。
その後、検査体制の見直しや、正月ダイヤ・行楽ダイヤにおける特急車不足に対応するため、3000系は1編成のみ残され、輸送力増強と旅客誘致を兼ねて、1995年（平成7年）にはリニューアルとともにダブルデッカー（2階建て車両）が改造で組み込まれた。好評を受け、1997年（平成9年）から1998年（平成10年）にかけて本系列にも年5両ずつ計10両のダブルデッカー（8800形）を新製、出町柳方から4両目（淀屋橋方から5両目）に組み込まれ、8両編成10本（80両）となった。
かつては、車内にテレビを設置した「テレビカー」も連結されていたが、後述のリニューアルの際に廃止された。2016年（平成28年）から2017年（平成29年）にかけて各編成の中間車1両が有料座席指定特別車両「プレミアムカー」に改造された。

## 製造
鴨東線開業対応を目的に、8001F7両と3000系6両編成への増結（7両化）用中間車5両を新造。増結用中間車の車両番号は、組み込み先の3000系に合わせたものである。
| ← （京都）出町柳（大阪）淀屋橋・中之島 → | ← （京都）出町柳（大阪）淀屋橋・中之島 → | ← （京都）出町柳（大阪）淀屋橋・中之島 → | ← （京都）出町柳（大阪）淀屋橋・中之島 → | ← （京都）出町柳（大阪）淀屋橋・中之島 → | ← （京都）出町柳（大阪）淀屋橋・中之島 → | ← （京都）出町柳（大阪）淀屋橋・中之島 → | ← （京都）出町柳（大阪）淀屋橋・中之島 → | ← （京都）出町柳（大阪）淀屋橋・中之島 → |
| 形式                                     | 8000                                     | 8100                                     | 8500                                     | 8750                                     | 8550                                     | 8150                                     | 8050                                     | 竣工                                     |
| ---------------------------------------- | ---------------------------------------- | ---------------------------------------- | ---------------------------------------- | ---------------------------------------- | ---------------------------------------- | ---------------------------------------- | ---------------------------------------- | ---------------------------------------- |
| 形式                                     | Mc                                       | M                                        | T                                        | T                                        | T                                        | M                                        | Mc                                       | 竣工                                     |
| 車両番号                                 | 8001                                     | 8101                                     | 8501                                     | 8751                                     | 8551                                     | 8151                                     | 8051                                     | 1989年8月5日                             |

| 形式     | 8550 | 竣工          |
| -------- | ---- | ------------- |
| 形式     | T    | 竣工          |
| 車両番号 | 8552 | 1989年9月27日 |
| 車両番号 | 8554 | 1989年9月27日 |
| 車両番号 | 8564 | 1989年9月27日 |
| 車両番号 | 8566 | 1989年9月27日 |
| 車両番号 | 8568 | 1989年9月22日 |

8002F - 8006Fは6両編成で落成。残り1両は3000系に組み込まれていた増結用中間車を一部改番のうえ編入。
| ← （京都）出町柳（大阪）淀屋橋・中之島 → | ← （京都）出町柳（大阪）淀屋橋・中之島 → | ← （京都）出町柳（大阪）淀屋橋・中之島 → | ← （京都）出町柳（大阪）淀屋橋・中之島 → | ← （京都）出町柳（大阪）淀屋橋・中之島 → | ← （京都）出町柳（大阪）淀屋橋・中之島 → | ← （京都）出町柳（大阪）淀屋橋・中之島 → | ← （京都）出町柳（大阪）淀屋橋・中之島 → |
| 形式                                     | 8000                                     | 8100                                     | 8500                                     | 8750                                     | 8150                                     | 8050                                     | 竣工                                     |
| ---------------------------------------- | ---------------------------------------- | ---------------------------------------- | ---------------------------------------- | ---------------------------------------- | ---------------------------------------- | ---------------------------------------- | ---------------------------------------- |
| 形式                                     | Mc                                       | M                                        | T                                        | T                                        | M                                        | Mc                                       | 竣工                                     |
| 車両番号                                 | 8002                                     | 8102                                     | 8502                                     | 8752                                     | 8152                                     | 8052                                     | 1990年9月19日                            |
| 車両番号                                 | 8003                                     | 8103                                     | 8503                                     | 8753                                     | 8153                                     | 8053                                     | 1990年10月3日                            |
| 車両番号                                 | 8004                                     | 8104                                     | 8504                                     | 8754                                     | 8154                                     | 8054                                     | 1990年12月22日                           |
| 車両番号                                 | 8005                                     | 8105                                     | 8505                                     | 8755                                     | 8155                                     | 8055                                     | 1991年6月27日                            |
| 車両番号                                 | 8006                                     | 8106                                     | 8506                                     | 8756                                     | 8156                                     | 8056                                     | 1991年7月11日                            |

8552→8002Fに編入
8554→8004Fに編入
8564→8556に改番のうえ、8006Fに編入
8566→8555に改番のうえ、8005Fに編入
8568→8553に改番のうえ、8003Fに編入
8007F - 8010Fは8001Fと同様に7両編成で落成。
| ← （京都）出町柳（大阪）淀屋橋・中之島 → | ← （京都）出町柳（大阪）淀屋橋・中之島 → | ← （京都）出町柳（大阪）淀屋橋・中之島 → | ← （京都）出町柳（大阪）淀屋橋・中之島 → | ← （京都）出町柳（大阪）淀屋橋・中之島 → | ← （京都）出町柳（大阪）淀屋橋・中之島 → | ← （京都）出町柳（大阪）淀屋橋・中之島 → | ← （京都）出町柳（大阪）淀屋橋・中之島 → | ← （京都）出町柳（大阪）淀屋橋・中之島 → |
| 形式                                     | 8000                                     | 8100                                     | 8500                                     | 8750                                     | 8550                                     | 8150                                     | 8050                                     | 竣工                                     |
| ---------------------------------------- | ---------------------------------------- | ---------------------------------------- | ---------------------------------------- | ---------------------------------------- | ---------------------------------------- | ---------------------------------------- | ---------------------------------------- | ---------------------------------------- |
| 形式                                     | Mc                                       | M                                        | T                                        | T                                        | T                                        | M                                        | Mc                                       | 竣工                                     |
| 車両番号                                 | 8007                                     | 8107                                     | 8507                                     | 8757                                     | 8557                                     | 8157                                     | 8057                                     | 1992年7月30日                            |
| 車両番号                                 | 8008                                     | 8108                                     | 8508                                     | 8758                                     | 8558                                     | 8158                                     | 8058                                     | 1992年8月13日                            |
| 車両番号                                 | 8009                                     | 8109                                     | 8509                                     | 8759                                     | 8559                                     | 8159                                     | 8059                                     | 1993年7月27日                            |
| 車両番号                                 | 8010                                     | 8110                                     | 8510                                     | 8760                                     | 8560                                     | 8160                                     | 8060                                     | 1993年8月11日                            |

ダブルデッカー　10両が落成。各編成の8500形と8750形の間に組み込み、8両化。
| 形式     | 8800 | 竣工          |
| -------- | ---- | ------------- |
| 形式     | T    | 竣工          |
| 車両番号 | 8801 | 1997年9月3日  |
| 車両番号 | 8802 | 1997年9月10日 |
| 車両番号 | 8803 | 1997年9月19日 |
| 車両番号 | 8804 | 1997年9月22日 |
| 車両番号 | 8805 | 1997年9月30日 |
| 車両番号 | 8806 | 1998年4月9日  |
| 車両番号 | 8807 | 1998年4月14日 |
| 車両番号 | 8808 | 1998年4月17日 |
| 車両番号 | 8809 | 1998年4月22日 |
| 車両番号 | 8810 | 1998年4月28日 |

### 8両編成化後
- 2004年（平成16年）6月30日：8009Fに「海老蔵号」ラッピングされ貸切運転（天満橋駅から香里園駅へ）。
- 2005年（平成17年）
  - 1月15日：8008Fが義経号ラッピング車として運行開始、同年11月16日まで運行。
  - 2月2日：8009Fが静号ラッピング車として運行開始、同年12月18日まで運行。
  - 2月3日：8006Fが弁慶号ラッピング車として運行開始、同年12月20日まで運行。
  - 4月1日：8005FがKUZUHA MALL号ラッピング車として運行開始、2006年5月28日まで運行。
- 2006年（平成18年）10月6日：8750形のブラウン管テレビを液晶32型テレビへ更新開始[注 6]。併せて「地上デジタル放送の受信」に切り替えられたためにBSアンテナの撤去が開始される。
- 2008年（平成20年）
  - 6月27日：中之島線開業にあわせた3000系（2代）の導入に先立ち、1本のみ残っていた3000系（初代）が本系列に編入され、30番台に付番される[1][注 7]。
  - 6月28日：8008Fが本系列で初めて新塗装化[2]。
- 2009年（平成21年）
  - 3月5日：8005Fが新塗装化。8805のみ内装の意匠も変更。
  - 4月1日：カード専用公衆電話の使用を中止。その後順次撤去され、座席が増設された[3]。
- 2010年（平成22年）
  - 3月19日：8010Fが新塗装化。併せて初めての車内リニューアル、テレビカー廃止（以下、リニューアルの項目を参照）。28日に一般営業運転に入った。
  - 9月1日：9月30日までの期間限定で8000系全編成に「京阪特急60周年記念」ヘッドマークを掲出[4]。
  - 9月2日：この日限りで8001Fがリニューアルのため運用を外れ、8000系0番台の旧塗装編成が消滅[5]。
- 2011年（平成23年）
  - 3月1日：8001Fが新塗装化され[注 8]、全編成の新塗装化が完了。
- 2012年（平成24年）
  - 7月：8003Fがリニューアルのために運用を外れたことにより0番台のテレビカーは全廃。
  - 11月：8000系0番台のリニューアル全編成完了[6][7]。
- 2016年（平成28年）
  - 3月：同年2月24日に発生した事故（後述）を受けて、ダブルデッカー各階段下の補助椅子が撤去された。
  - 9月：京阪特急プレミアムカー導入に伴う車両改造で8001F - 8005Fの5編成が7両化された[8]。
- 2017年（平成29年）
  - 2月：京阪特急プレミアムカー導入に伴う車両改造で8006F - 8010Fの5編成が7両化され、全ての8000系が7両編成となった[9]。
  - 8月20日：全編成にプレミアムカーが連結され運用を開始[10][11]。
- 2018年（平成30年）
  - 3月：「プレミアムカー」を除く7両について、アルミ車体の塗装剥離および補修、行先表示器と車内灯のLED化、補助電源のSIV化を行う更新工事を8006Fより開始。

## 車体・機器
構体は6000系と同様にアルミ合金大型押出型材を使用した。なお、ダブルデッカー（8800形）は普通鋼製で、製造は共に川崎重工業兵庫工場である。ラッシュ時においても他の通勤列車とともに運行でき、それでいて京阪電車のフラッグシップとなり得る車両、または都市と都市をリアルタイムに連絡する鉄道の理想的なスタイルを目指して設計され、先頭部のデザインは機能を追求しオーソドックスなものとしながら、前方への展望に配慮し乗務員室前面窓と仕切りの窓をできる限り大きく取っている。車体塗装は京阪特急伝統のマンダリンオレンジ■とカーマインレッド■のツートンカラー（京阪特急色）であるが、若干明るい色調に変更されている。
行先表示器はPVC式（行先・種別分離）で、特急専用車で初めて正面にも設けられた。伝統の鳩マークは電動幕式となり、スイッチ操作で掲出・非掲出を切り替えられるようになった。標識灯は大型のLEDタイプで、1900系のバンパーや3000系の幌枠同様、銀色をアクセントとしている。
側窓は京阪特急伝統の狭窓が並ぶスタイルをやめて、車内環境から有利な固定窓と、見晴らしの良い広窓を共に採用し、側出入口間は複層ガラスの大型固定窓、車端寄りは戸袋窓と非常時の換気のための1段下降窓となった。この座席定員確保を目的とした窓割り付けのため、乗降扉は1100 mm幅の片開き戸としている。
主電動機は東洋電機製造製直流複巻式TDK-8161A（175 kW×4）である。駆動方式は中空軸たわみ板継手平行カルダンが採用された。
制御装置は東洋製のACRF-H8175-792A界磁位相制御、回生ブレーキおよび定速制御機能付きである。定速制御は45 km/h以上であれば任意に設定が可能である。また、定速制御操作を容易にするために京阪で初めて主幹制御器（マスコン）をワンハンドル式とした。そのため、営業開始前の1989年8月から10月にかけて昼間に寝屋川車庫 - 天満橋駅間で京阪線に所属するすべての運転士を対象に訓練運転が行われた。ワンハンドルマスコンは、ノッチは力行側がOFF/1/2/－:減速/N:定速/+:加速、ブレーキ側はB1/B2/B3/B4/B5/B6/B7/キー抜取/非常ブレーキである。
ブレーキはHRDA-1 回生ブレーキ優先電気指令式ブレーキである。付随車の空気ブレーキを効かせないで付随車の運動エネルギーまでも回生ブレーキで電気に換える遅れ込め制御を採用している。これには空気ブレーキ時に車輪に押し当てる制輪子が摩耗するのを減らすなどのメリットもある。
台車は、動力車が軸梁式KW-88（川崎重工製）、付随車がSUミンデン式FS-517C（住友金属工業【現:日本製鉄】製）であったが、1993年以降、FS-517C台車を新造された6000系・7200系・9000系の付随車へ振り替え、FS-517Dに交換している。

## 車内

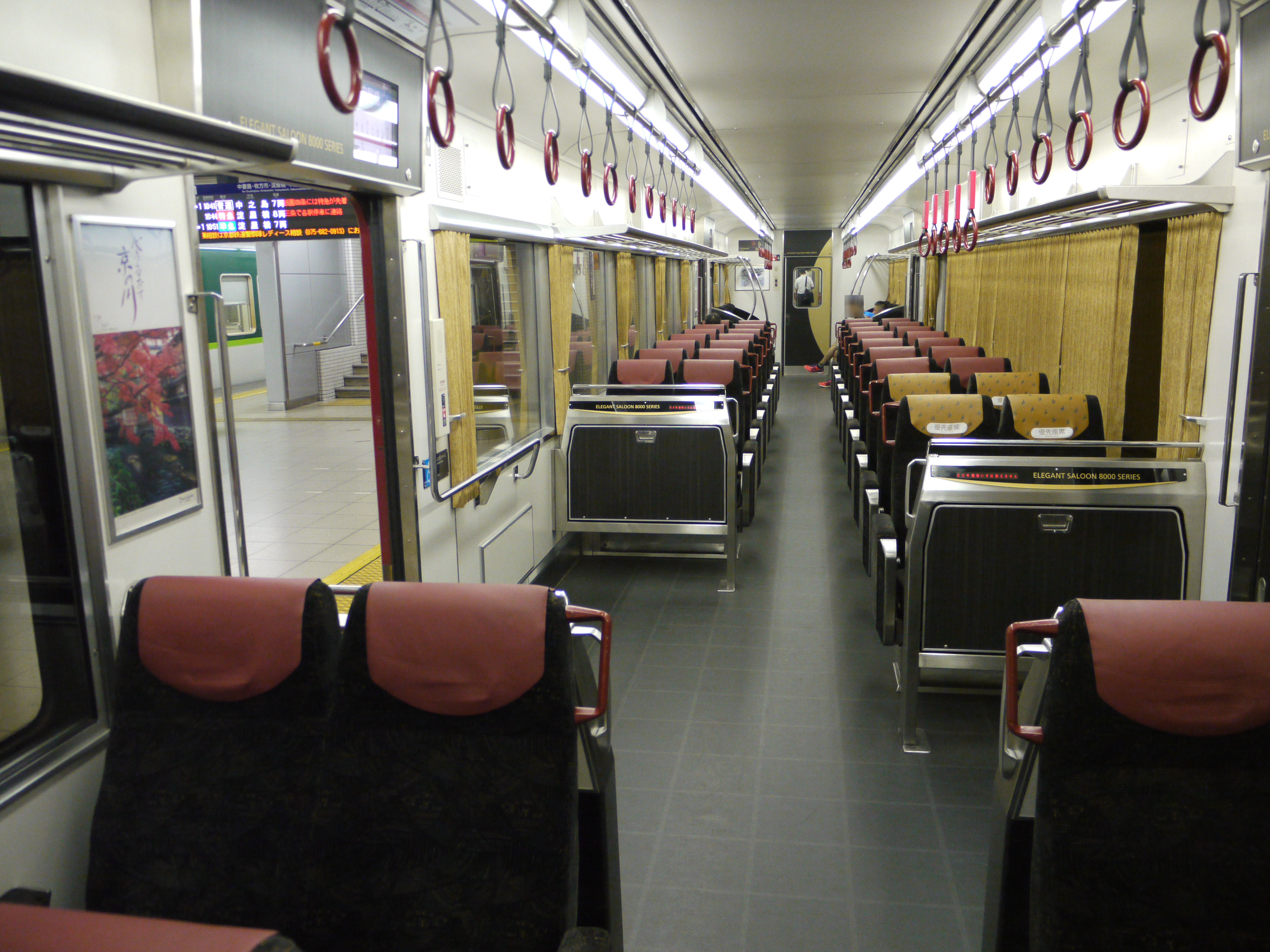
普通車の車内（モケット変更後）

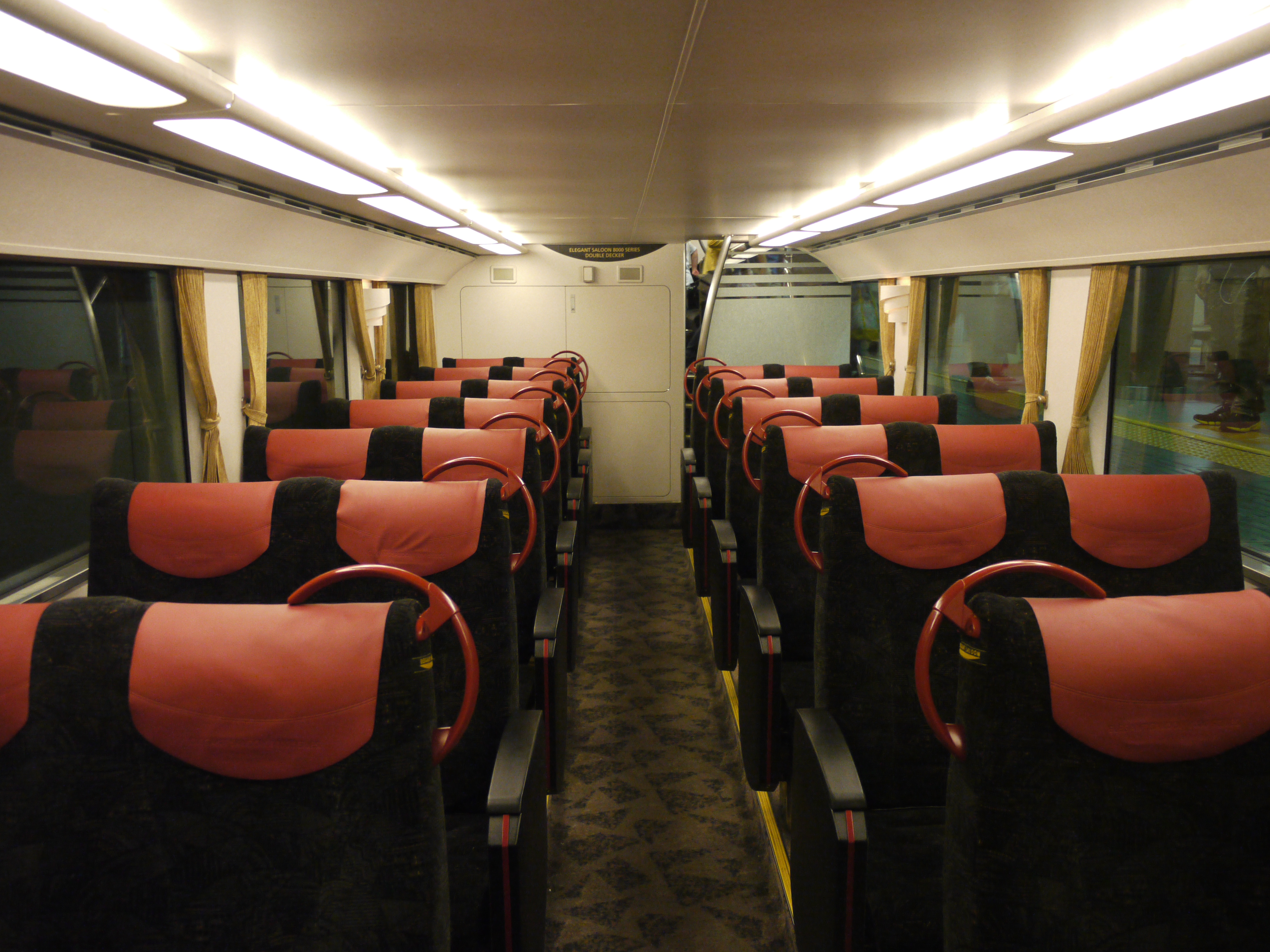
ダブルデッカー車階下席の車内

インテリアは、毎日利用しても飽きない落ち着きを備えながらも、想定より多い女性利用客を意識したものとされた。化粧板は通勤車で好評のベージュ系を表面つや消しとして使用し、アクセントとして妻壁の色を変えている（後述）。天井はクーラーのリターン口や点検ふた等を目立たなく納め、照明をグローブ付きで蛍光管の影が見えない連続形としたほか、車内スピーカを荷物棚上部の壁面に埋め込んで、フラットですっきりしたものとした。床材はブラウン系、ダブルデッカー（8800形）は赤御影石調で、共に通勤車同様であるが、防音・保温と床上面の平滑性向上のため床詰め物の厚さを変更しており、レール面上床面高さに3 mmの差がある。ダブルデッカーの階上・階下・階段部の通路はカーペット敷きとしている。
貫通引き戸は自動式となっている。混雑時を想定して、戸当たり柱に赤外線センサーを設けることで、扉ハンドルを握ると開く仕組みになっており、乗客への利便性のほか、車掌の車内巡回や終着駅での車内整理にも対応している。

### 座席
座席は居住性向上を主目的に、枕部分を分割しセミバケットタイプとした転換クロスシートで、一人あたりの座面幅を430 mm、シートピッチを3000系より20 mm拡大した920 mmとし、ヒーターを座席下に吊り下げて、足を十分伸ばせる構造となっている。通路幅はアルミ車体のため壁を厚く取る設計となった分、3000系より40 mm縮小された550 mmとなった。
乗客の進行方向に向かって座りたいという希望とプライバシーを考慮し、ダブルデッカー（8800形）の一部を除くすべての座席を転換可能とした。乗客のひざが当たる場合があるため、補助いす装置の裏側にもモケットが張られている。空気圧による自動転換装置を備えており、一斉に座席の向きを転換することができる。
座席モケット・カーテン・妻壁は1両おきに色が変えられた。座席モケットはパステルカラー調で模様入りのアースブラウンとローズピンクの2種類、カーテンは座席の色に合わせた横引き式、妻壁はモケット・カーテンの色と調和する砂地調の張り付けシートとした。枕カバーは3000系で好評の純白（優先座席はベージュ）とした。ダブルデッカー（8800形）はノルウェー・エクネス社製の、背もたれ上部が直角になるシートで、モケットおよび妻壁の色はブルー系とした。

### 自動放送装置
ICレコーダー式の自動放送装置を搭載している。2018年3月よりタブレット端末による簡易型の4か国語対応自動放送装置も併用され、車両搭載の装置も順次4か国語対応に更新されている。

### 補助いす
ドア付近（ダブルデッカーの階段とドアが接する部分を除く）には、ロック機構付きの補助いすが設置されている。3000系では1人掛け2席であったが、本系列では大型の2人掛けとして、構造を簡素化するとともに座り心地を向上させている。なお、補助いす利用客に配慮し、本系列の側出入口はすきま風防止のため引き戸が閉まると戸袋の開口部がふさがる寒冷地向け構造となっている。
補助いすがロックされている間は案内ランプが点灯し、「ただ今補助いすは使えません」と表示される。通常上りは京橋駅以降、下りは中書島駅以降（快速特急「洛楽」は七条駅以降）でロックが開錠され使用可能となるが、混雑や遅延が予想される場合は開錠されない。混雑の解消および車掌の判断により開錠される場合もあり、補助いす使用可・不可を告げる放送も行われる。快速特急・特急以外の種別では使用できない。また、ライナーにおける指定席販売の対象外である。
かつてはダブルデッカーの階下席にも1人掛けのものが設置されていた。ロック機構がなく、全区間・全種別・終日使用できたが、2016年2月24日、酒に酔った男性が階段から転落した際に着席していた女性に激突、女性は首を骨折し、退院後も手足に麻痺が残った事故を受けて、2016年3月ごろに撤去された。

### 車内広告
京阪特急の伝統にならい、車内には一切広告が掲出されない。連結面側の壁には沿線の名所・旧跡の絵画が飾られている。

## テレビカー

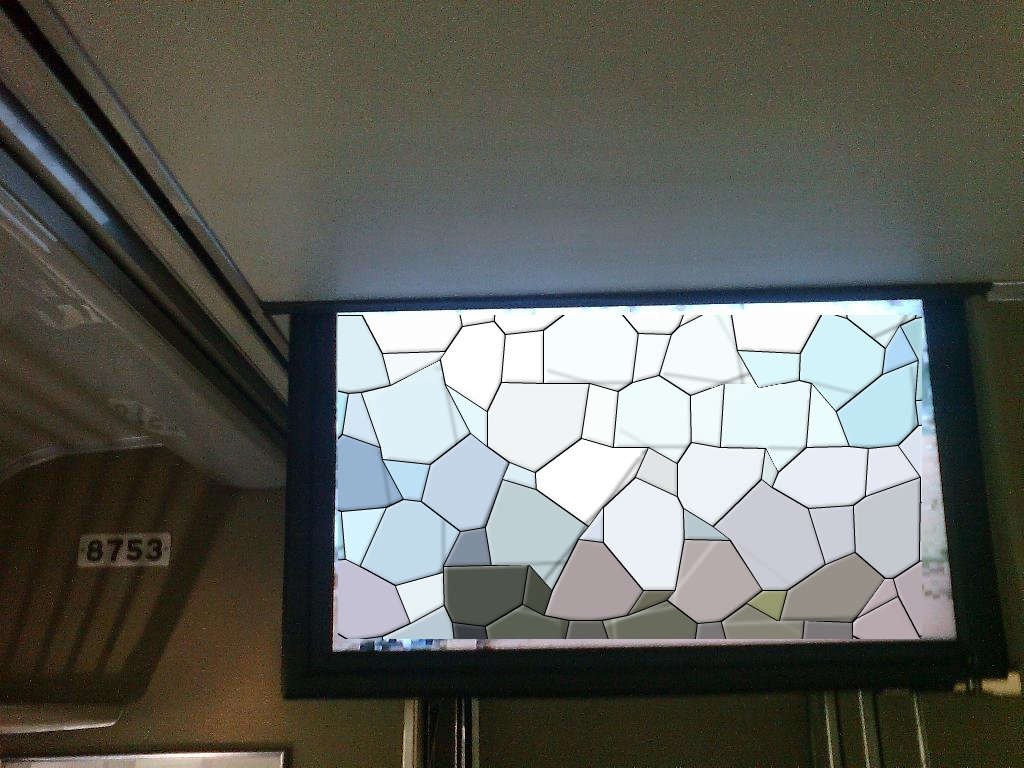
8750形に設置の液晶テレビ（モザイク処理済み）

- 就役開始から2012年6月まで、京阪特急の伝統である「テレビカー」として、8750形[注 17]の車内にテレビが設置されていた。
- テレビ受像機の更新時期を迎えた車両から、登場時の21型ブラウン管テレビから32インチ液晶ハイビジョンテレビに順次取り替えられ、2007年7月までに完了した。
  - 液晶ハイビジョンテレビに取り替えられた編成は、屋根上に地上デジタル放送用ダイバーシティ式の無指向性・広帯域UHFポールアンテナが2本設置されている[注 18]。
  - 地上デジタルを受信できることにより、以前より美しく、途切れにくい映像とともに、一部の番組では本来聴覚障害者向けの日本語字幕を表示することが可能となり、スピーカーのスイッチ[注 19]が入っていなくてもより楽しく番組を視聴できるようになった。
  - 以前は屋根上に2方向に向けたVHFアンテナに加え、走行中に方向が随時変化することに対応できる、自動追尾機能を持ったBSアナログアンテナを搭載しており、衛星放送も受信することができた[注 20]。しかし、機器の老朽化に伴い、地上デジタル放送受信設備に更新した車両から順次撤去された。
- テレビは京都出町柳方車端部上部に1台設置されていた。テレビの電源が入っている場合、テレビカーでは出町柳駅での座席の自動転換は行われず、淀屋橋行きでも座席は京都向きのままであった[注 21]。
- 2011年7月24日正午までは、地下区間に漏洩同軸ケーブルを敷設しているため、地下に入って映像が途切れることはなかった。しかし、地下区間で受信できたのは従来の地上アナログ放送であったため、アナログ放送停波後は地下区間でのテレビ放送は行われなくなった。
- 通常はNHK大阪総合にチャンネルが合わせられていることが多かったが、在阪民放局のスポーツ中継やニュース番組などを放映することもあった。また在阪民放局の一般番組もまれに放映されることがあった。
- テレビが視聴しやすいように、テレビ付近の室内灯はテレビの電源が入ると自動的に消灯する仕様であった。
- テレビ設置箇所の隣にはカード専用公衆電話室が設置されていた。なお、送受信はテレビ・鉄道無線・公衆電話とも空間波方式であるが、公衆電話の送受信には漏洩同軸ケーブルの設備が対応していないため、送受信アンテナのある地下駅構内進入時を除いて地下区間内では使用できなかった[注 22]。2009年4月1日より公衆電話は使用を中止し、順次撤去された[3]。撤去後は立席スペースとされ、後述のリニューアルの際に電話室の仕切りを撤去のうえ座席が増設された。
- 特急（K特急・快速特急）運用以外では、テレビは使用停止となっていた。
- テレビ音声は各座席の壁に埋め込まれたスピーカーから流れる。このスピーカーにはスイッチが付いており、乗客の好みで音声を切ることが可能である[注 23]。なお、テレビ付近の座席[注 24]にはスピーカーはなく、テレビから直接音声が流れる。
- 改良工事にあわせて順次撤去を進め、2011年度に全廃されることが発表された[13]が、全廃は2012年11月にずれ込んだ。

## 新塗装化

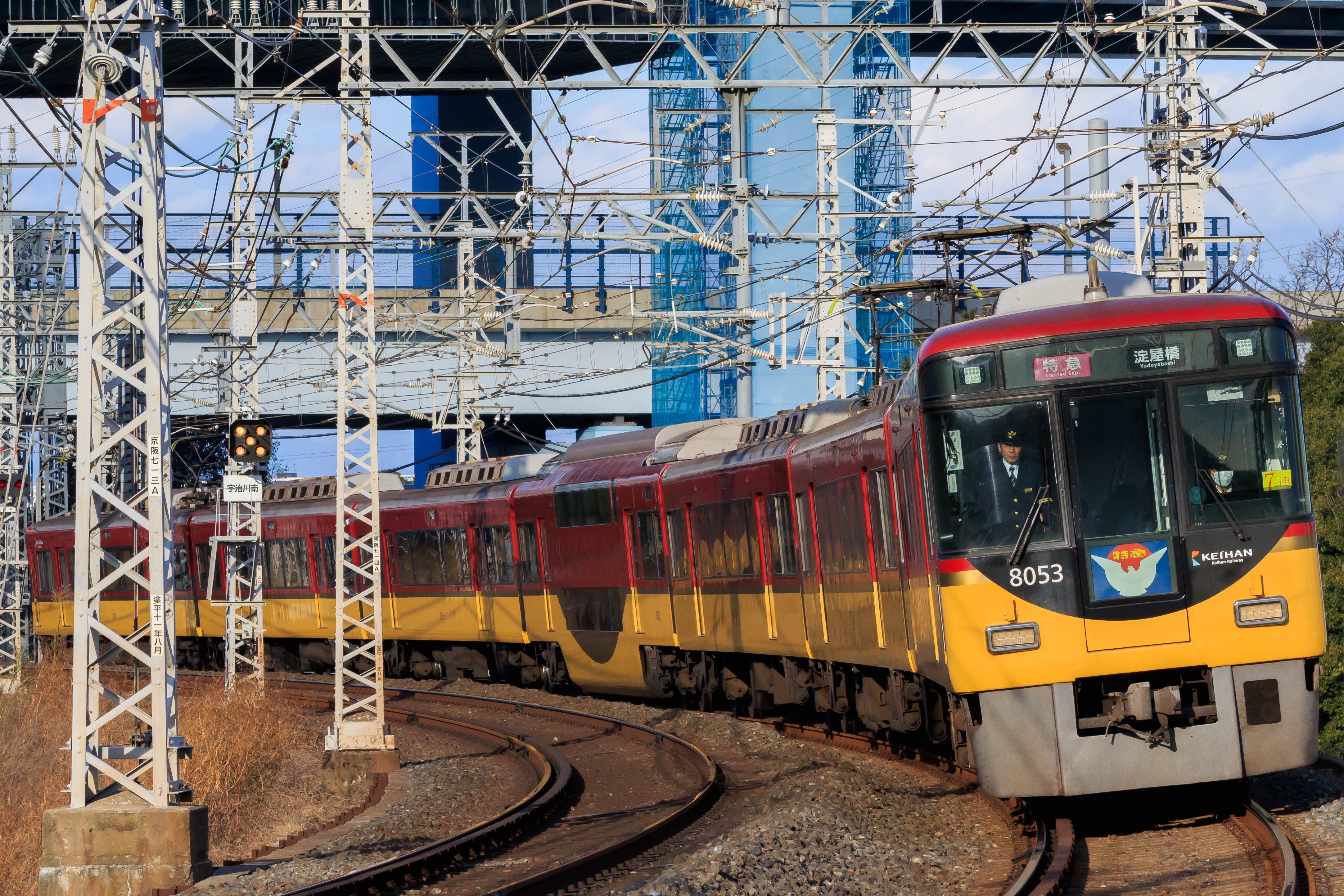
新塗装に塗り替えられた8000系（2017年1月1日）

3000系（2代、愛称：コンフォート・サルーン）の投入にあわせて、カラーデザインが変更されることとなり、2008年6月28日に第1陣となる8008Fの新塗装化が完了した。主な内容は次のとおりである。
- エレガント・レッド■とエレガント・イエロー■のツートンとなり、間にエレガント・ゴールド■の帯を配した。京阪特急の伝統色を踏襲しながら、配色を上下逆転させたもので、あわせて「エレガント・サルーン」の愛称が与えられた。
- 先頭車乗務員扉後部に「ELEGANT SALOON 8000 SERIES」ロゴを、ダブルデッカーの車体中央には「時代祭行列絵図」に代わり「ELEGANT SALOON 8000 SERIES DOUBLE DECKER」ロゴを配した。
- 車両番号の字体を「Frutiger」に変更。
- 「テレビカー」のロゴが、左に四角囲みで「TV」、右下に「テレビカー」と書かれたコンパクトなものに変更。
- 座席モケットを、墨色を基調に京阪特急伝統の赤と黄色を織り込んだ金蒔絵風のものに、ヘッドカバーを赤色（優先座席はベージュ）に統一した。また、ダブルデッカーのクロスシートが、順次3000系（2代）に準じたものに交換された。
- 8001Fのみ、旧塗装のまま車両番号ならびにKマーク、側面社紋のステッカー化を行っていたが、2010年9月2日夜の寝屋川車庫への入庫を兼ねた普通萱島行きでの運用を最後に旧塗装での運用を終えた[4]。2011年3月1日をもって8001Fもリニューアル工事を受け、本系列（30番台を除く）の新塗装化が完了した。

### 新塗装化実施日
- 2008年6月28日：8008F[15] （〇:2011年5月21日）
- 2008年9月29日：8006F[15]
- 2008年11月18日：8009F[15]
- 2009年3月5日：8005F[15] [注 26]
- 2009年7月1日：8002F
- 2009年9月30日：8003F
- 2010年3月19日：8010F 〇
- 2010年7月7日：8004F 〇
- 2010年12月28日：8007F 〇
- 2011年3月1日：8001F 〇

併せて座席モケットを更新、〇印の編成は車内リニューアル・テレビ撤去も施工。テレビは2012年7月までに全車両撤去済み。

## リニューアル

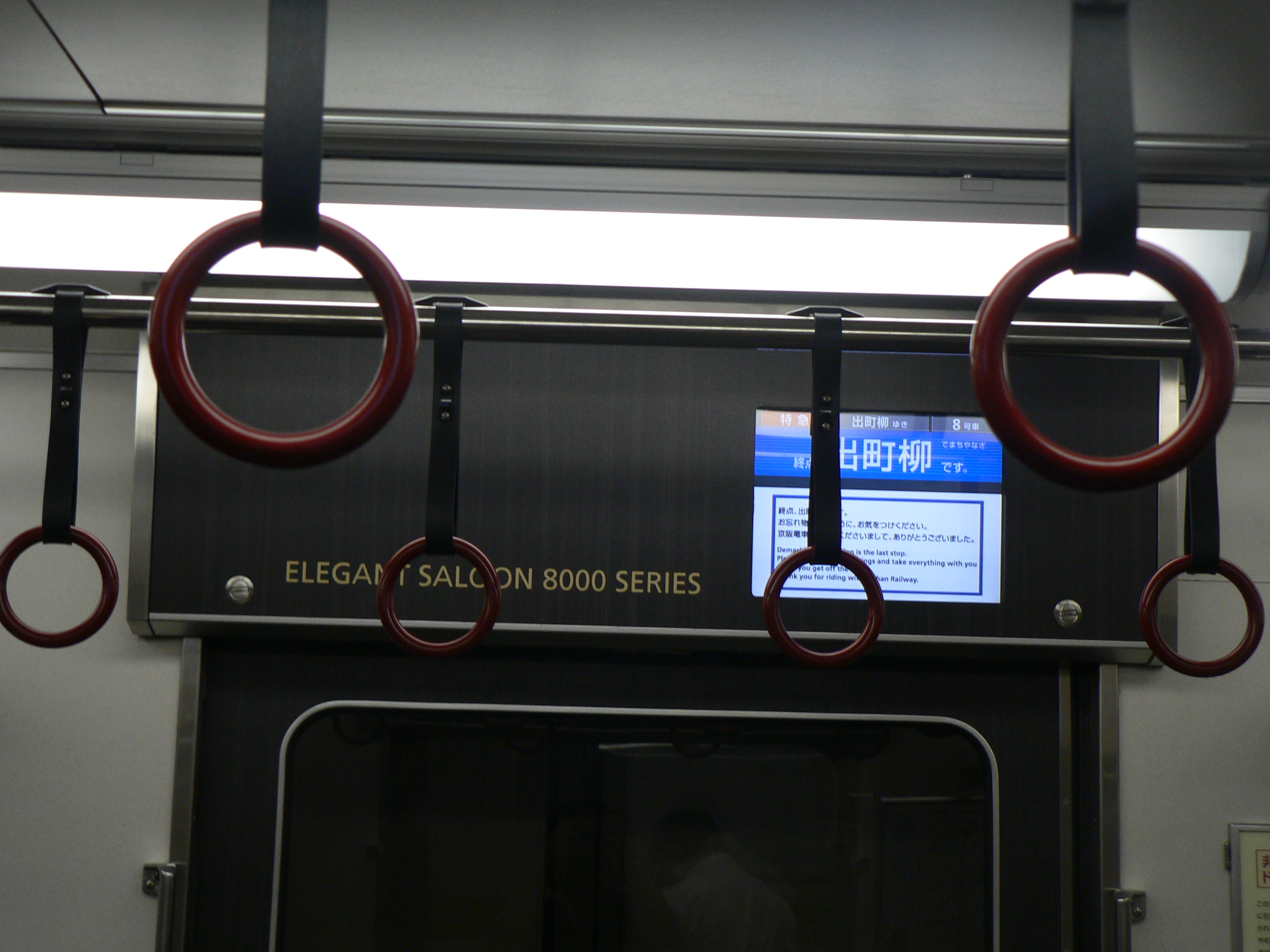
リニューアル車に取り付けられたLCD

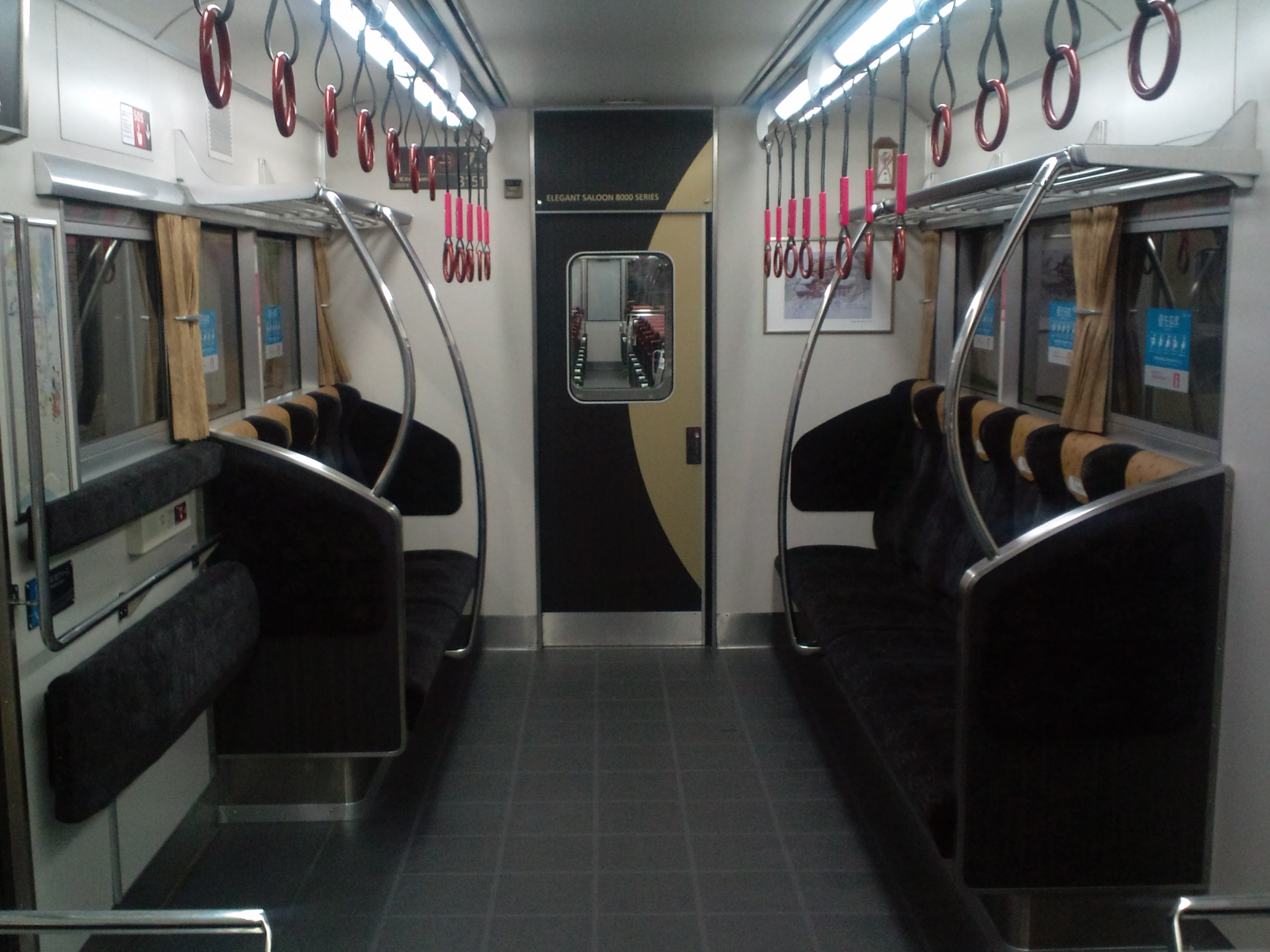
リニューアル編成の車端部ロングシート（優先席）

製造から約20年が経過したことから、リニューアル工事が実施されることとなった。
前述の座席モケット等の交換に加え、テレビカーのテレビ受像機や公衆電話室の撤去、車端部（運転席後部を除く）のハイバックロングシート化、深紅色（ベルト部分は墨色）のつり革の設置が行われた。化粧板は壁面を和紙調のものに、引き戸やダブルデッカーの階段部などを墨木目柄に交換した。床材は3000系（2代）と同様の石畳調とされ、バリアフリー対策として車椅子スペースと3000系（2代）に準じたLCD式車内案内表示器および扉開閉予告灯が設置された。ロングシート部分の背もたれはクロスシート部分と同等以上の高さを確保しており、1区画ごとにヘッドレストを設けて区切るなど、通勤用車両のロングシートとの差別化が図られている。カーテンはロングシート部分も含め金色調のプリーツカーテンに交換された。
また、3000系（2代）同様に車内妻面の車両番号・号車番号等の表示や禁煙ピクトグラム等を1枚のステッカーにまとめたほか、スラッシュ・ムーンと称する円弧状のデザインや「ELEGANT SALOON」ロゴを各所に展開している。
リニューアル編成1本目となる8010Fは2010年3月28日から営業運転に復帰した（前日の27日には中之島駅での展示会開催後、臨時特急として運転された）。

## プレミアムカー
本系列の6号車（8550形）を大規模改造し、有料座席指定特別車両「プレミアムカー」とした。導入に伴い、ドア横に号車番号と編成中の号車位置が記された。
2017年8月20日より運用を開始、8月21日からは全車座席指定の優等種別「ライナー」にも充当されている。

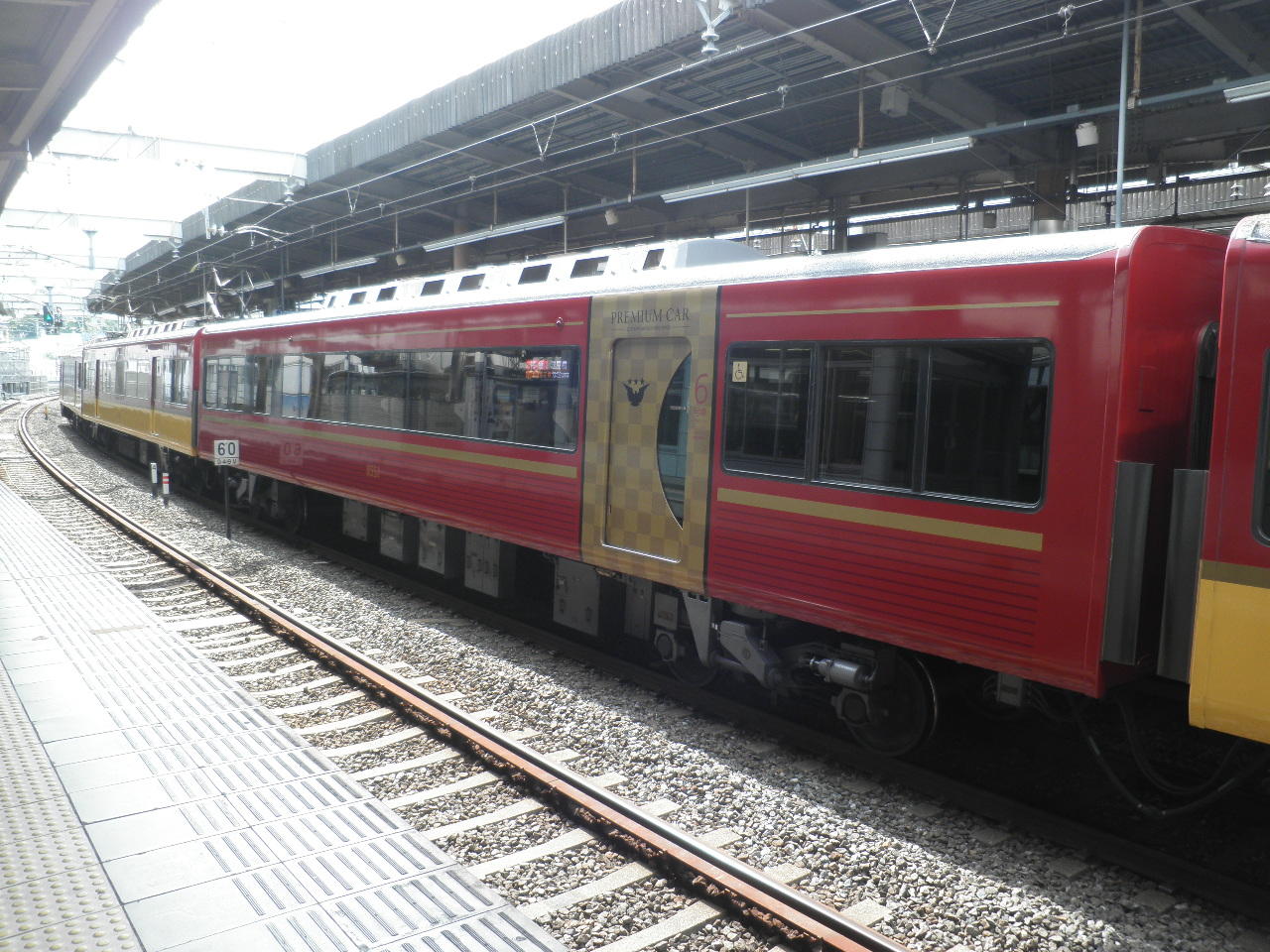
プレミアムカーに改造された8551号車
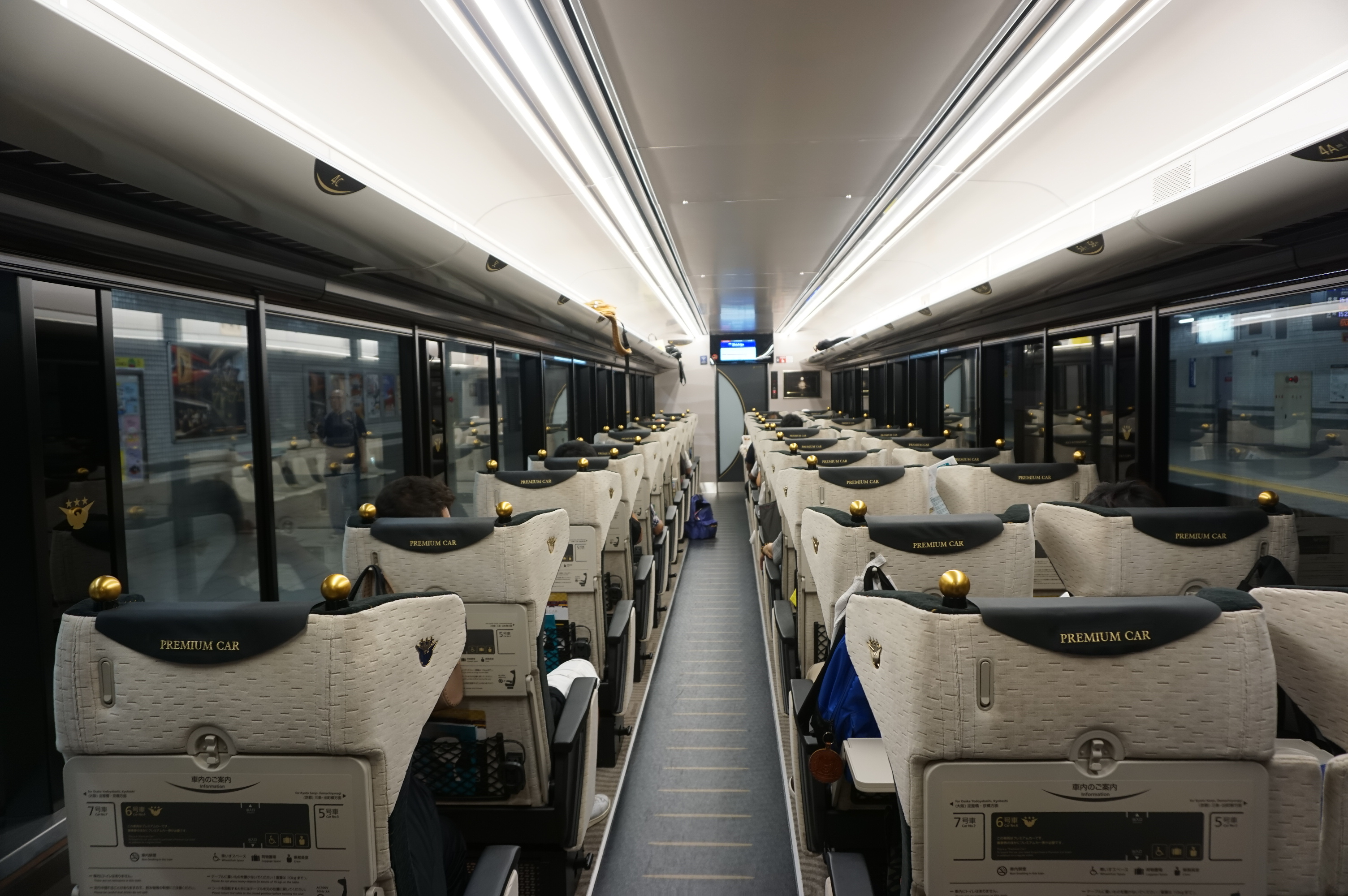
プレミアムカーの車内
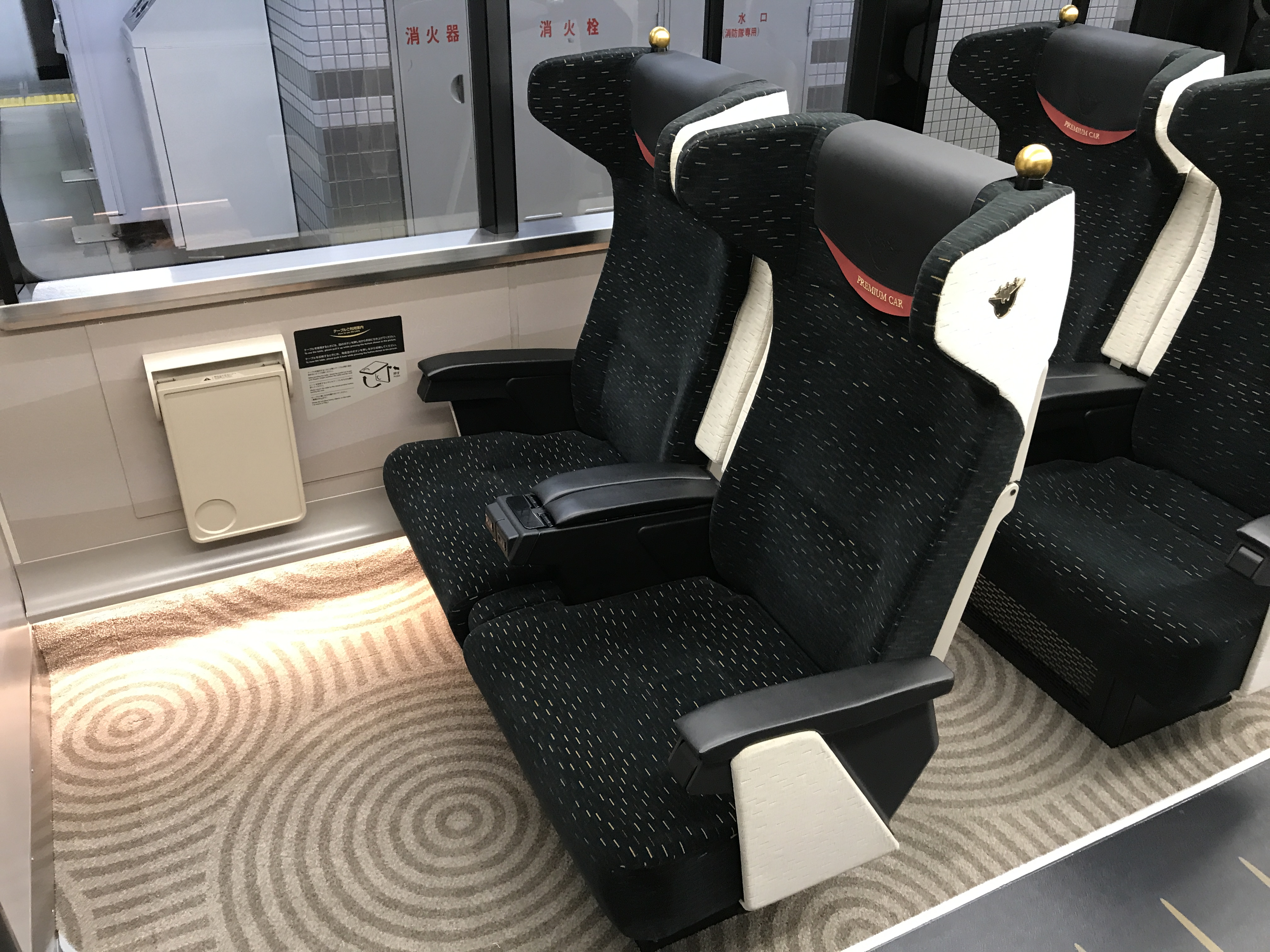
プレミアムカーの座席
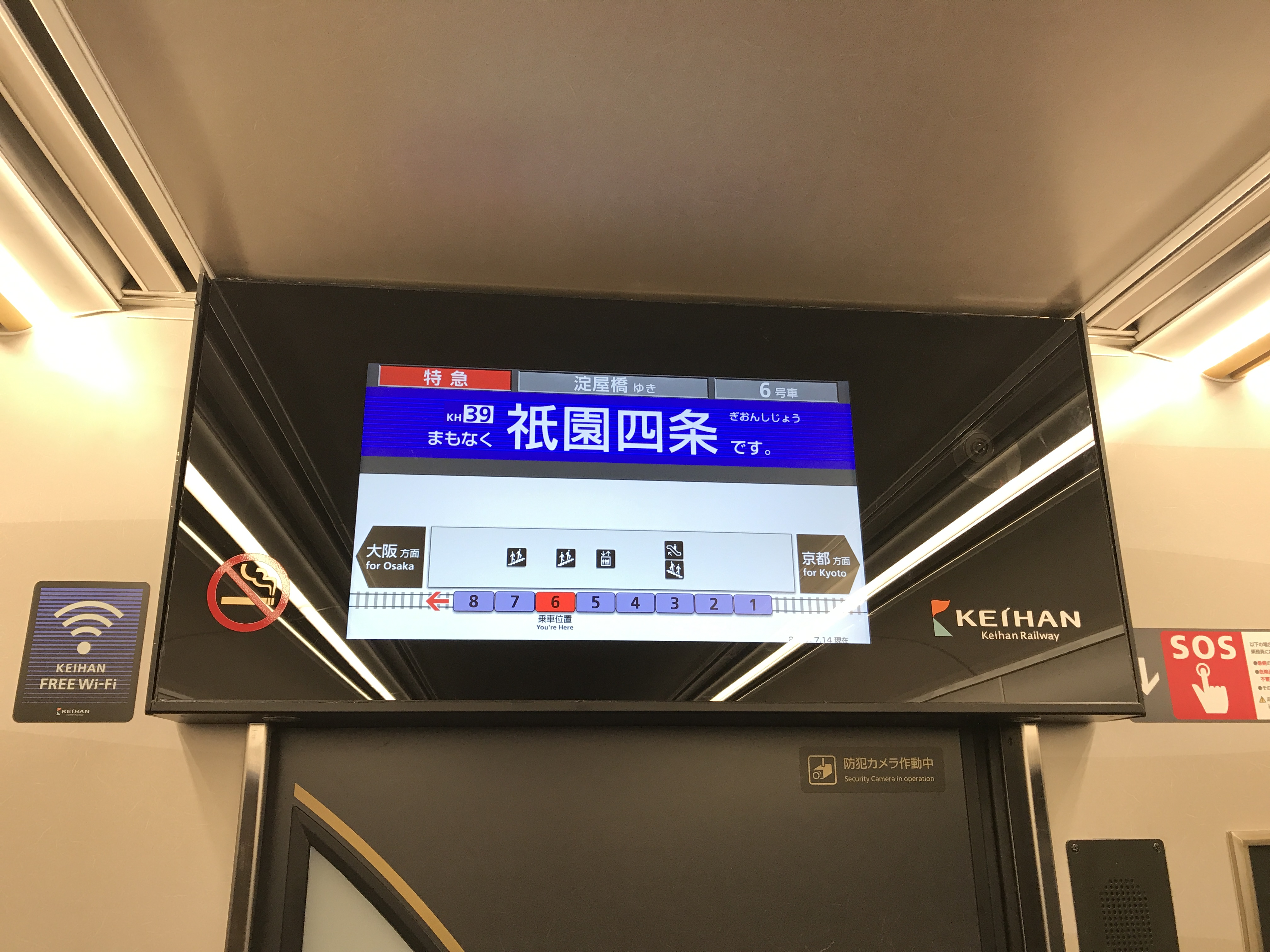
プレミアムカーに設置された車内液晶モニタ

## その他の更新工事

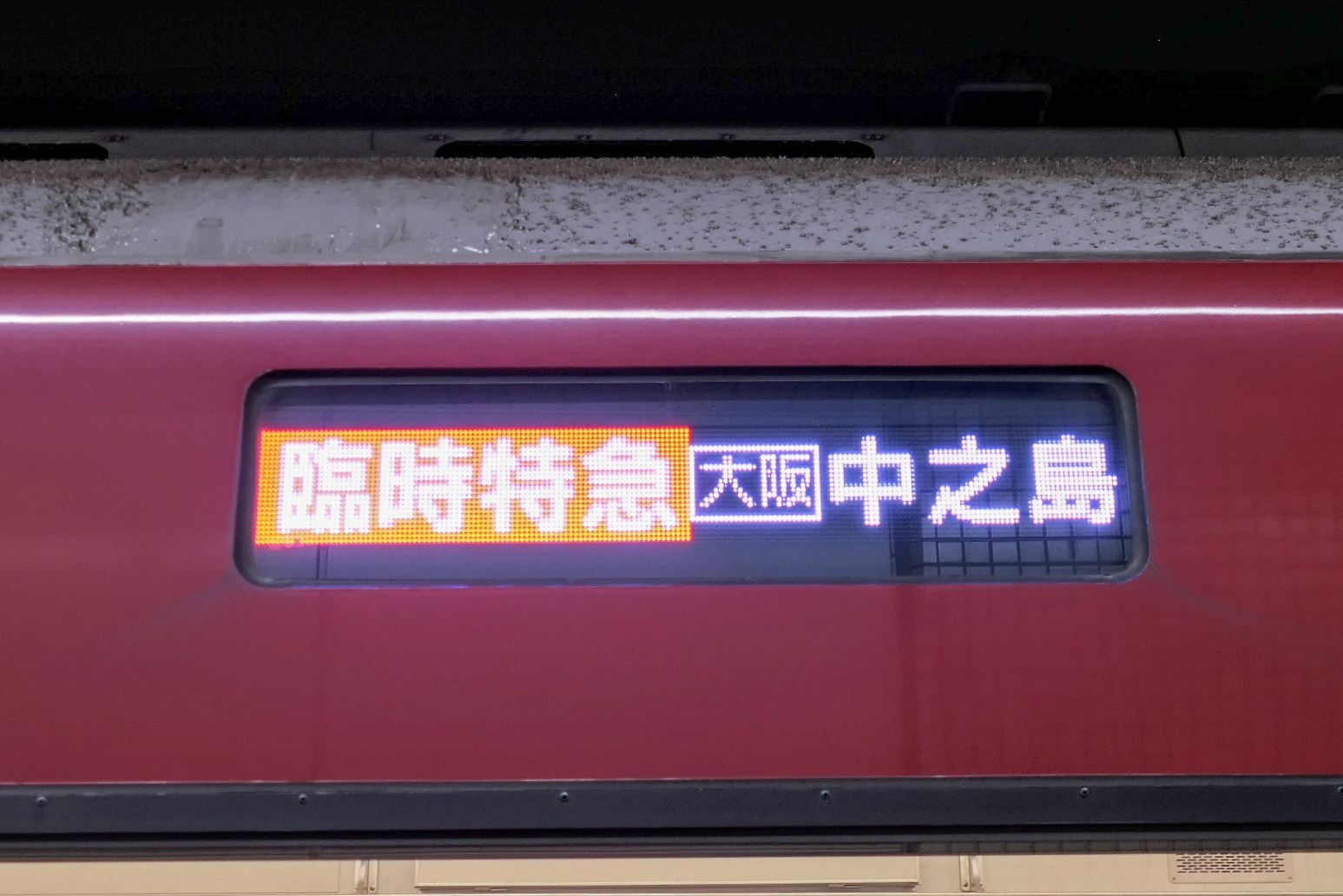
側面フルカラーLED表示器

前照灯LED化
2014年から前照灯のLED化が開始され、全編成の交換が完了した。
機器更新
2018年度より、補助電源のSIV化などの⽼朽化した制御装置などの機器の改修を行っているが、併せて種別・行先表示器、車内灯のLED化も行われている(前面の鳩マークは幕式のまま変更なし)。
また、2019年度以降の機器更新工事が完了した⾞両よりホーム検知装置も搭載されている。

## 運用

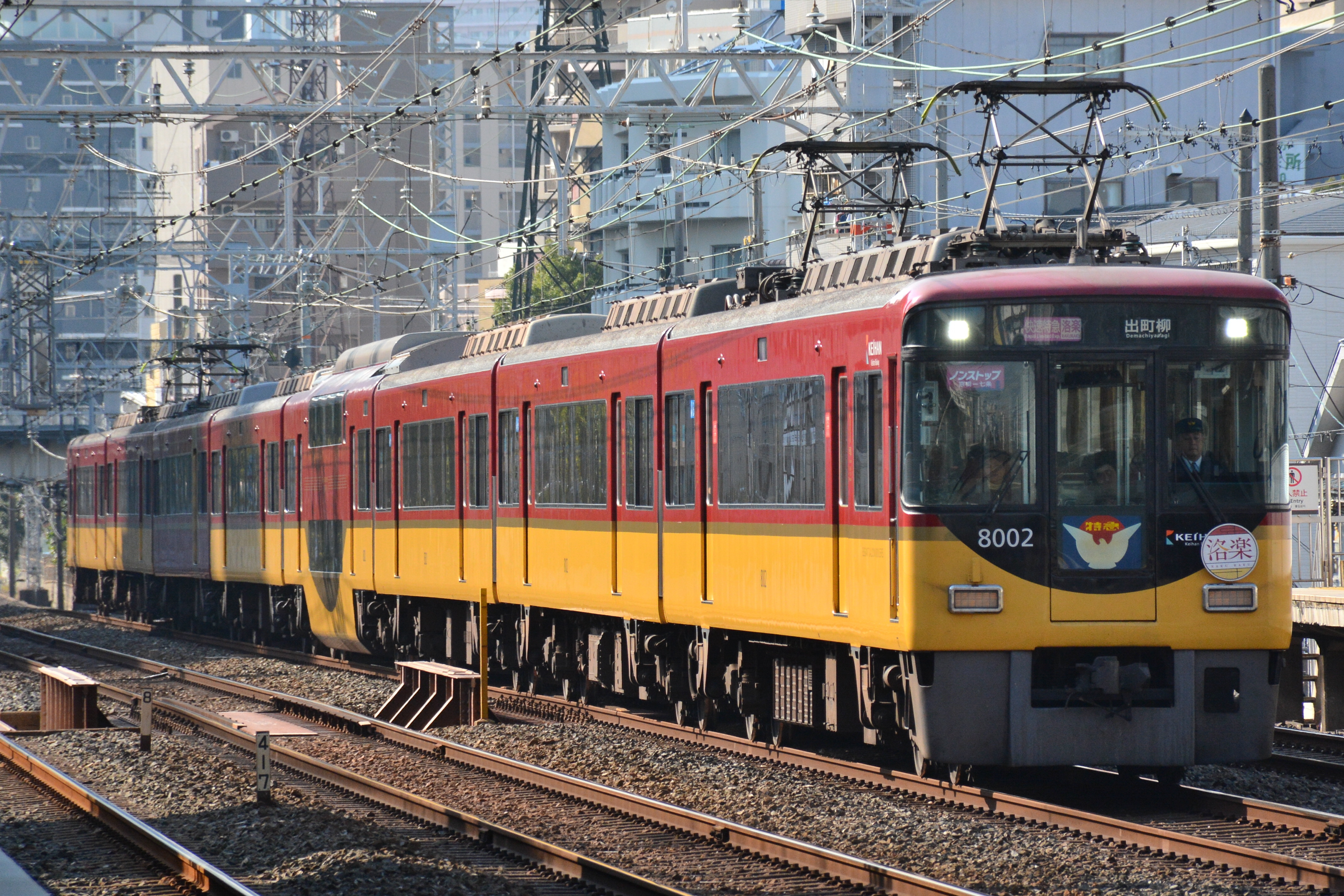
快速特急「洛楽」運用時の8000系（2019年11月16日）

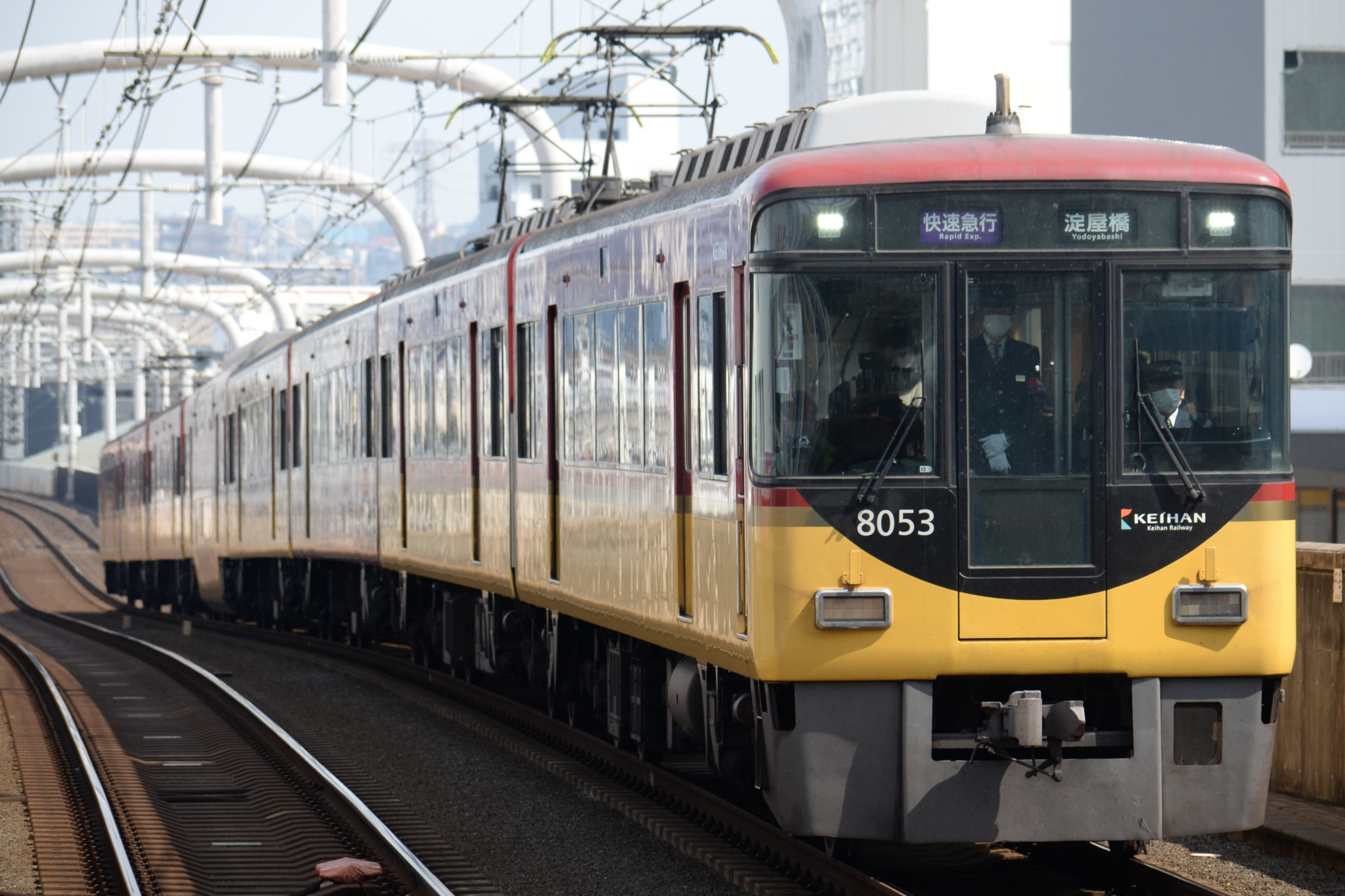
快速急行運用の8000系

運用は原則、快速特急「洛楽」・特急・ライナー（全列車）に限られている。本系列で運転される列車は駅または公式ホームページの時刻表で公開されており、2扉車を表す表示のある列車である。
快速特急「洛楽」・特急以外での運用時や、回送列車などの非営業列車では前面の鳩マークの部分は無表示に切り替える。
例外的に特急の間合い運用として、早朝から午前中にかけて、あるいは夜間に快速急行・急行・準急に充当されたほか、入出庫を兼ねて出町柳駅 - 淀駅・寝屋川市駅間の急行や、萱島駅発着の区間急行・普通に充当される場合があり、中之島線へも乗り入れていた。臨時列車では競馬開催時の淀発三条行き急行（折り返し淀屋橋行き臨時特急）や、沿線祭事時の急行・準急、大晦日ダイヤの急行などがあった。このような運用は2017年8月20日のプレミアムカー導入に伴うダイヤ改定で急行のみとなり、2018年9月15日改定で取りやめられたが、2022年以降、正月ダイヤにおいて一部の快速急行・急行に充当されている。

## 編成表
2019年4月1日現在。京阪の特急専用車としては初めて新造当初からの固定編成形式である。
| ← （京都）三条・出町柳（大阪）淀屋橋・中之島 → | ← （京都）三条・出町柳（大阪）淀屋橋・中之島 → | ← （京都）三条・出町柳（大阪）淀屋橋・中之島 → | ← （京都）三条・出町柳（大阪）淀屋橋・中之島 → | ← （京都）三条・出町柳（大阪）淀屋橋・中之島 → | ← （京都）三条・出町柳（大阪）淀屋橋・中之島 → | ← （京都）三条・出町柳（大阪）淀屋橋・中之島 → | ← （京都）三条・出町柳（大阪）淀屋橋・中之島 → | ← （京都）三条・出町柳（大阪）淀屋橋・中之島 → | ← （京都）三条・出町柳（大阪）淀屋橋・中之島 → | ← （京都）三条・出町柳（大阪）淀屋橋・中之島 → | ← （京都）三条・出町柳（大阪）淀屋橋・中之島 → | ← （京都）三条・出町柳（大阪）淀屋橋・中之島 → |
| 形式                                           | 8000形                                         | 8100形                                         | 8500形                                         | 8800形                                         | 8750形                                         | 8550形                                         | 8150形                                         | 8050形                                         | リニューアル                                   | 8550形 プレミアムカー化 改造竣工               | 補助電源SIV化                                  | 備考                                           |
| ---------------------------------------------- | ---------------------------------------------- | ---------------------------------------------- | ---------------------------------------------- | ---------------------------------------------- | ---------------------------------------------- | ---------------------------------------------- | ---------------------------------------------- | ---------------------------------------------- | ---------------------------------------------- | ---------------------------------------------- | ---------------------------------------------- | ---------------------------------------------- |
| 区分                                           | Mc1                                            | M2                                             | T2                                             | TD                                             | T3                                             | T                                              | M1                                             | Mc2                                            | リニューアル                                   | 8550形 プレミアムカー化 改造竣工               | 補助電源SIV化                                  | 備考                                           |
| 車両番号                                       | 8001                                           | 8101                                           | 8501                                           | 8801                                           | 8751                                           | 8551                                           | 8151                                           | 8051                                           | 2011年2月                                      | 2017年6月28日                                  |                                                |                                                |
| 車両番号                                       | 8002                                           | 8102                                           | 8502                                           | 8802                                           | 8752                                           | 8552                                           | 8152                                           | 8052                                           | 2012年8月                                      | 2017年8月18日                                  | 2023年4月                                      |                                                |
| 車両番号                                       | 8003                                           | 8103                                           | 8503                                           | 8803                                           | 8753                                           | 8553                                           | 8153                                           | 8053                                           | 2012年11月                                     | 2017年8月19日                                  |                                                |                                                |
| 車両番号                                       | 8004                                           | 8104                                           | 8504                                           | 8804                                           | 8754                                           | 8554                                           | 8154                                           | 8054                                           | 2010年7月                                      | 2017年8月18日                                  | 2020年11月                                     |                                                |
| 車両番号                                       | 8005                                           | 8105                                           | 8505                                           | 8805                                           | 8755                                           | 8555                                           | 8155                                           | 8055                                           | 2012年5月                                      | 2017年8月18日                                  | 2022年4月                                      |                                                |
| 車両番号                                       | 8006                                           | 8106                                           | 8506                                           | 8806                                           | 8756                                           | 8556                                           | 8156                                           | 8056                                           | 2011年10月                                     | 2017年8月19日                                  | 2018年3月                                      |                                                |
| 車両番号                                       | 8007                                           | 8107                                           | 8507                                           | 8807                                           | 8757                                           | 8557                                           | 8157                                           | 8057                                           | 2010年12月                                     | 2017年8月18日                                  |                                                |                                                |
| 車両番号                                       | 8008                                           | 8108                                           | 8508                                           | 8808                                           | 8758                                           | 8558                                           | 8158                                           | 8058                                           | 2011年5月                                      | 2017年8月19日                                  | 2018年11月                                     |                                                |
| 車両番号                                       | 8009                                           | 8109                                           | 8509                                           | 8809                                           | 8759                                           | 8559                                           | 8159                                           | 8059                                           | 2012年1月                                      | 2017年8月19日                                  | 2023年10月                                     |                                                |
| 車両番号                                       | 8010                                           | 8110                                           | 8510                                           | 8810                                           | 8760                                           | 8560                                           | 8160                                           | 8060                                           | 2010年3月                                      | 2017年8月19日                                  | 2019年12月                                     |                                                |

## ラッピング
- 2005年にNHK大河ドラマ『義経』のPRとして8006Fが「弁慶」として2月3日から12月20日まで、8008Fが「義経」として1月15日から11月16日まで、8009Fが「静」として2月2日から12月18日まで、各人物をイメージしたラッピングを施して運行された。また、番組のPRも兼ねて1月15日から12月25日までの土曜・休日に淀屋橋9:00・9:30・10:00発の3本の特急が「鞍馬連絡特急」として運転され、これらの3編成は上記時間帯に特急に用いられる運用を中心に充当されていた。
- 2005年4月から2006年5月下旬にかけて8005FにKUZUHA MALLのラッピングが施された。
- 2014年12月から2016年3月まで8010Fに『きかんしゃトーマス』のラッピングが施された。
- 2023年11月から2025年10月まで(予定)8007Fに2025年日本国際博覧会のテーマである、「いのち輝く未来社会のデザイン」を発信するため『大阪・関西万博』のラッピングが施された。なお、6号車のプレミアムカーにはラッピングは施されていない。

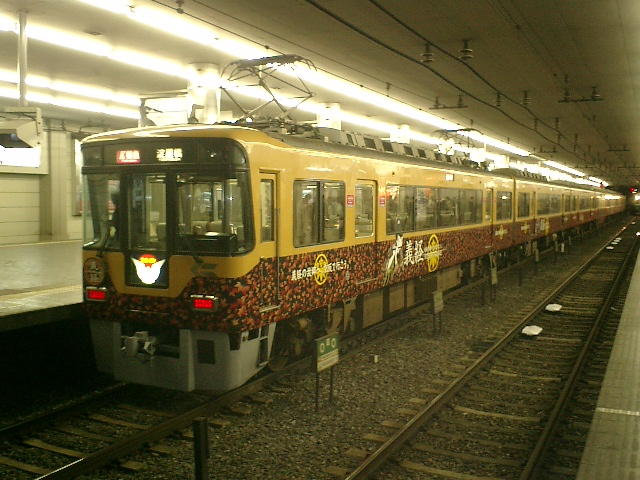
『義経』ラッピング車（2005年11月 京橋駅）
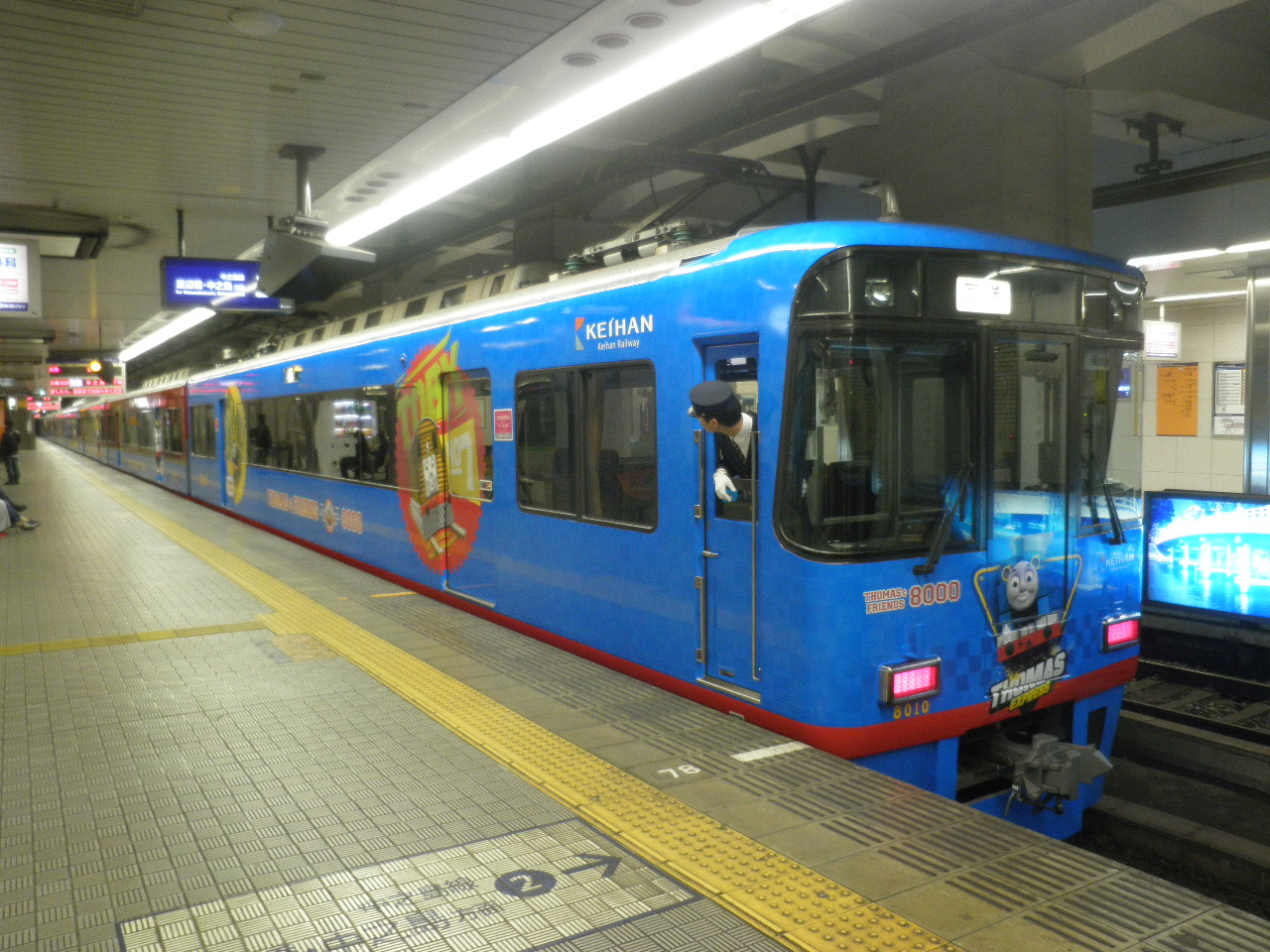
『きかんしゃトーマス』ラッピング車（2014年12月 天満橋駅）
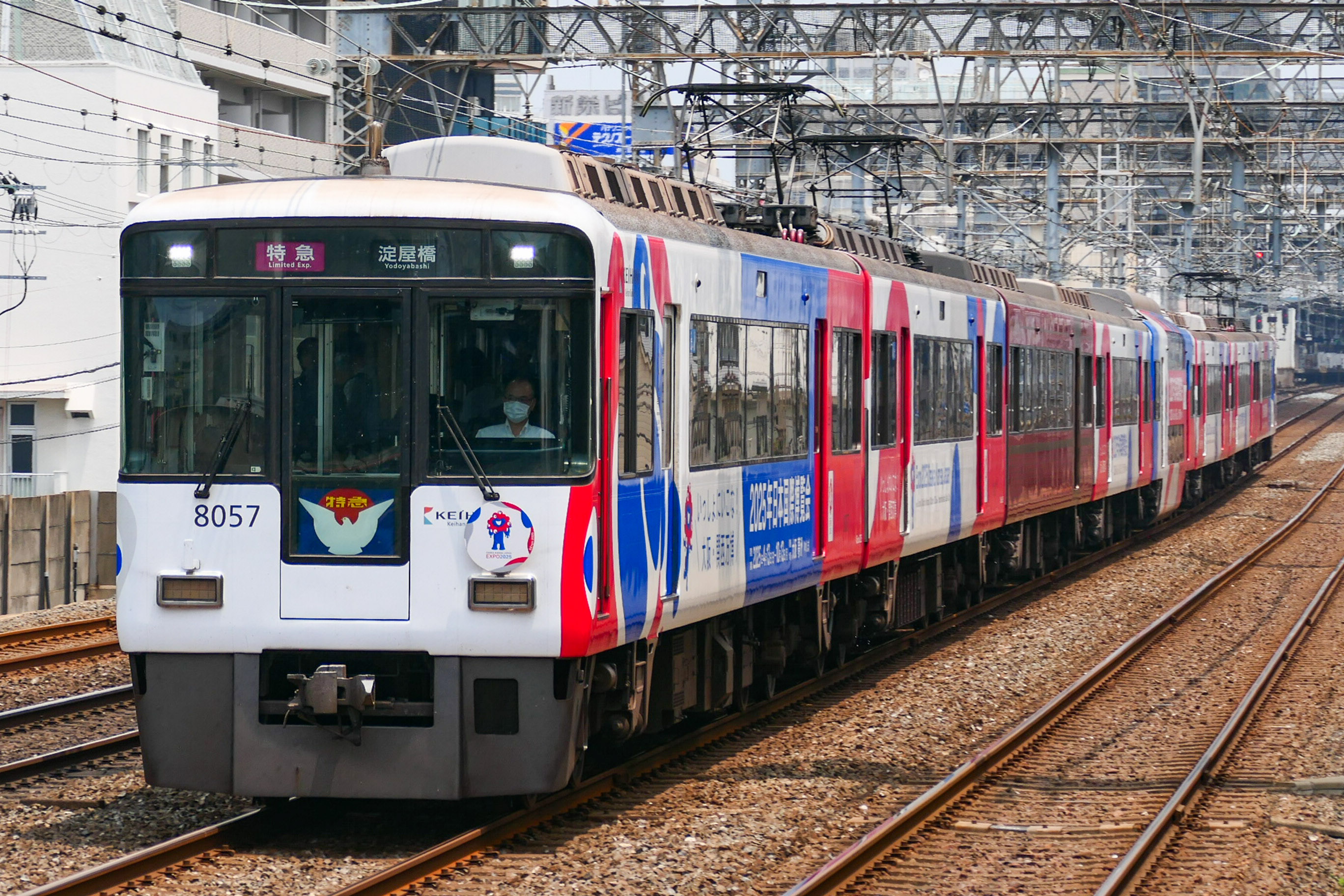
大阪・関西万博ラッピング車（2025年7月 土居駅）

## その他
京阪電車樟葉駅のそばにある、くずはモール内「SANZEN-HIROBA」では8000系の運転シミュレーターが設置されており、区間別で特急2パターンと急行1パターンの計3パターンが用意され、運転者が選択して運転することができる。1プレイ300円で運転区間を最後まで運転するか制限時間がきたら、その時点で運転終了。2024年8月までは、特急の1パターンのみが用意されていた。